# Osservazione del Sole

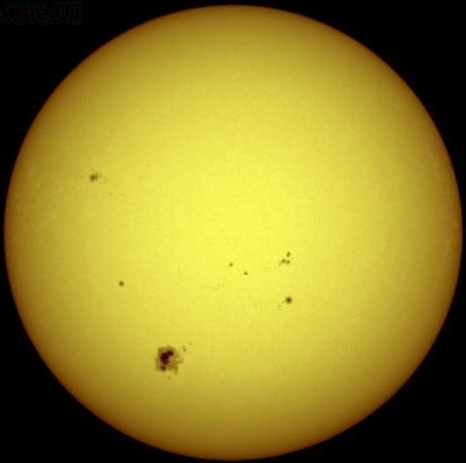
Immagine della superficie del Sole ottenuta per proiezione; si notino le macchie solari.

La locuzione osservazione del Sole indica l'insieme di procedimenti legati all'osservazione astronomica atti a rivelare e studiare i fenomeni che caratterizzano la superficie (e di riflesso gli strati interni) della nostra stella.
Il Sole è l'unica stella la cui forma possa essere apprezzata semplicemente alla vista. Possiede infatti un diametro angolare apparente medio di 32' 03" d'arco, che varia però a seconda del punto in cui la Terra si trova nel corso della sua orbita: raggiunge infatti il valore massimo (32' 35") quando il nostro pianeta si trova al perielio, mentre il valore minimo (31' 31") all'afelio. Simili dimensioni apparenti consentono, previo l'utilizzo di particolare strumentazione ed adeguate protezioni, di osservare i dettagli della superficie della nostra stella allo scopo di rivelare e studiare i fenomeni che la caratterizzano.

## Osservazione ad occhio nudo e al telescopio

Raffronto tra le dimensioni apparenti del Sole viste dai pianeti del sistema solare; dalla Terra, il diametro angolare apparente misura, in media, 32' 03".

A occhio nudo è possibile distinguere il disco solare al tramonto o in presenza di nebbia e nubi, quando l'intensità luminosa decresce sensibilmente. Tali osservazioni permettono, seppure in rare circostanze, di osservare delle macchie solari particolarmente estese. Utilizzando poi un modesto telescopio, dotato di un adeguato filtro o utilizzato per proiettare l'immagine della stella su uno schermo bianco, è possibile osservare agevolmente le macchie solari e i brillamenti. Il conteggio delle macchie e il calcolo del numero di Wolf rappresenta un'attività legata alle campagne osservative astronomiche cui molti astrofili prendono parte. Tuttavia, a causa dei rischi a cui è soggetta la retina dell'occhio, l'osservazione del Sole senza le giuste protezioni è dannosa alla vista.

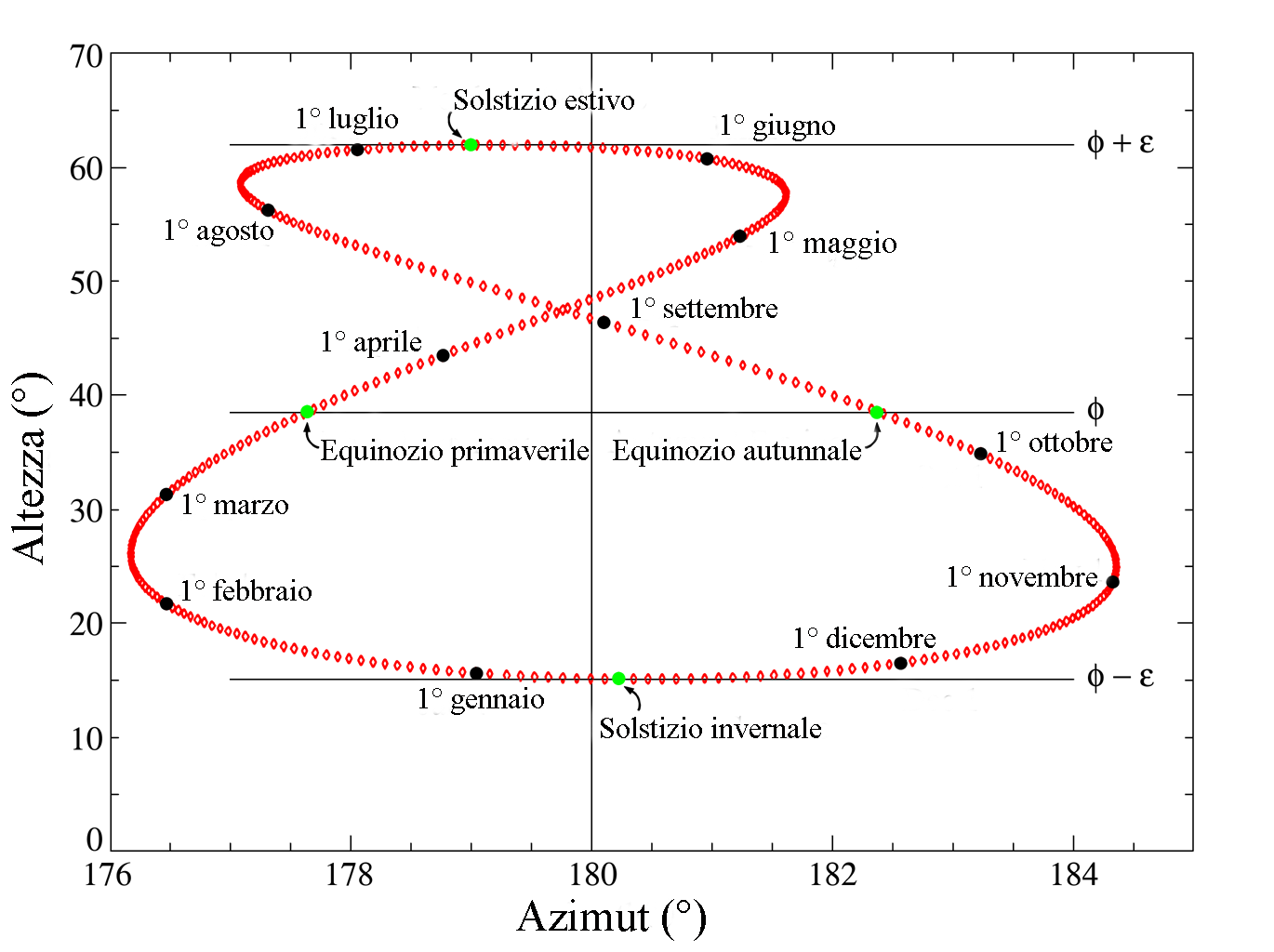
Analemma solare.

La combinazione delle dimensioni e della distanza dalla Terra del Sole e della Luna sono tali che i due astri appaiono nel cielo pressappoco col medesimo diametro; tale situazione è all'origine di periodiche occultazioni della stella da parte del nostro unico satellite naturale, che prendono il nome di eclissi solari; le eclissi totali, in particolare, consentono di visualizzare la corona solare e le protuberanze.
Un altro tipo di osservazione non riguarda direttamente la stella ma i suoi moti apparenti sulla volta celeste. Il moto apparente del Sole nell'arco della giornata è sfruttato dagli uomini nella scansione delle ore, grazie anche all'utilizzo di strumenti preposti come le meridiane.
Inoltre, la stella sembra compiere, nell'arco di un anno, un tragitto lungo la fascia zodiacale che varia di giorno in giorno. La traiettoria descritta dal Sole, rilevata alla stessa ora ogni giorno durante l'anno, prende il nome di analemma ed ha una forma assomigliante ad un numero 8, allineato secondo un asse nord-sud. La variazione della declinazione solare annua in senso nord-sud è di circa 47° (per via dell'inclinazione dell'asse terrestre rispetto all'eclittica di 66° 33', causa fondamentale dell'alternarsi delle stagioni), mentre vi è anche una piccola variazione in senso est-ovest causata dalla differente velocità orbitale della Terra, che, nel rispetto delle leggi di Keplero, è massima al perielio e minima all'afelio.

## Precauzioni e danni oculari
La luce solare è estremamente forte e guardare direttamente il Sole ad occhio nudo, anche per brevi periodi, può essere doloroso, relativamente dannoso per un normale occhio anche se con pupille non dilatate. Un'osservazione prolungata senza precauzioni può tuttavia causare una sensazione luminosa di puntini o scintille, nota come fosfene, ed una temporanea cecità parziale: infatti la retina viene moderatamente riscaldata da circa 4 milliwatt di luce solare, che causano una momentanea risposta errata alla luminosità da parte degli occhi.

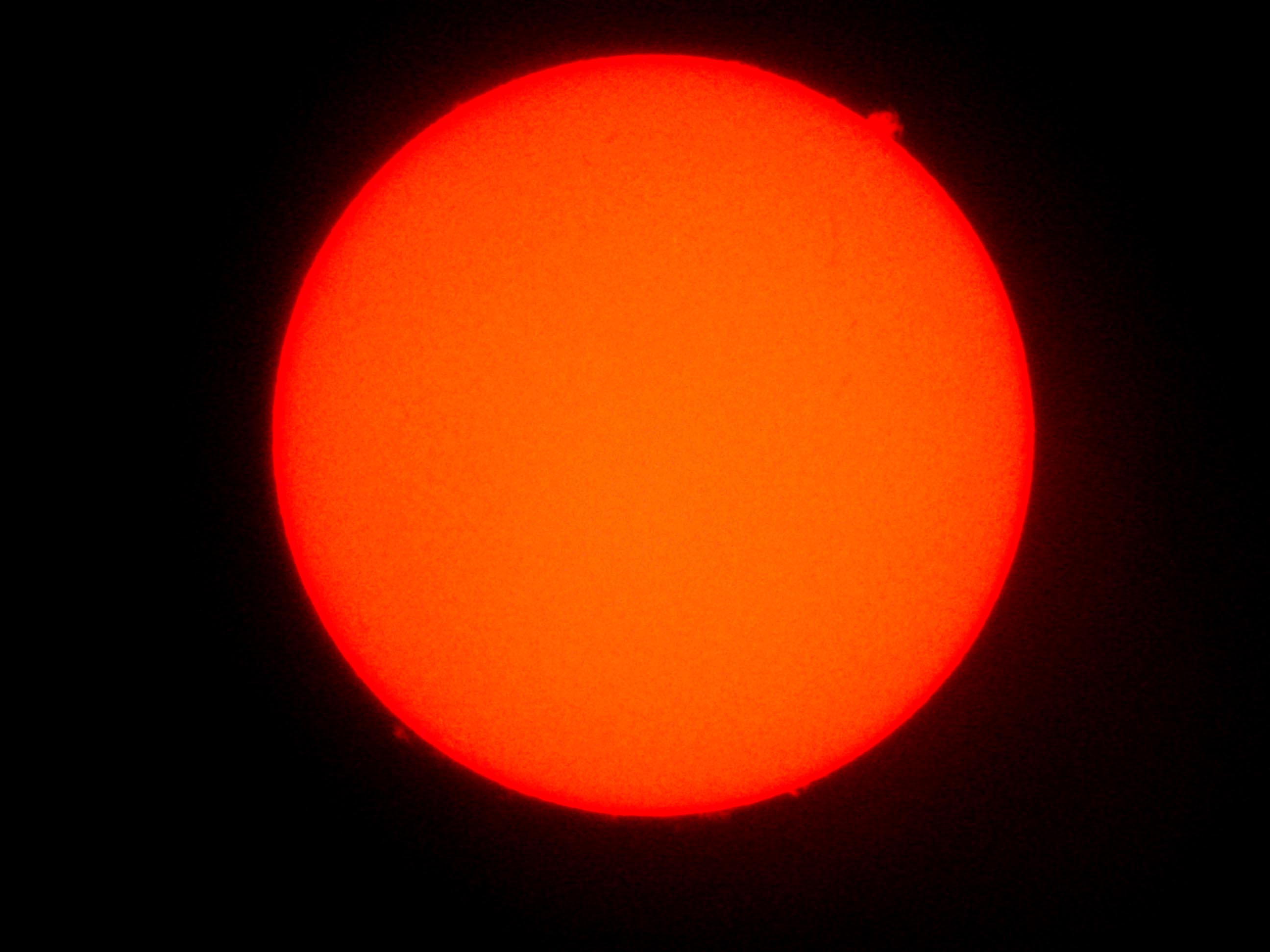
Immagine della superficie del Sole vista da un telescopio tramite un filtro in H-α.

L'esposizione diretta ai raggi ultravioletti (raggi UV) è altresì dannosa per gli occhi: infatti, nel corso degli anni, può portare ad una progressiva opacizzazione del cristallino (la "lente" dell'occhio), che risulta nella formazione di una cataratta.

Inoltre i raggi UV sono responsabili di lesioni retinee simili ad ustioni, che iniziano a manifestarsi dopo circa 100 secondi dall'esposizione, soprattutto nel caso in cui la radiazione ultravioletta sia particolarmente intensa e ben messa a fuoco. Gli individui giovani (in grado di tollerare un carico di ultravioletti superiore agli individui più vecchi) o che hanno subito un impianto di cristallino sono più esposti al pericolo di lesioni retinee da raggi UV, così come coloro che osservano il Sole da altitudini elevate o quando si trova vicino allo zenit.
Il filtro minimo per osservare direttamente il sole in sicurezza è il Neutral Density ND 5.0 che abbatte la luce di 1:100000 volte, vedere 
Valori filtri a densità neutra.
Vedere il Sole attraverso strumenti ottici che concentrano la luce, come i binocoli, è rischioso senza l'uso di adeguati filtri che blocchino gli ultravioletti e riducano sostanzialmente l'intensità luminosa. È necessario tuttavia scegliere i filtri più adatti: un filtro a densità neutra attenuante potrebbe rivelarsi insufficiente, poiché potrebbe non filtrare correttamente i raggi UV. I binocoli senza filtri possono concentrare sulla retina fino ad oltre 500 volte la quantità di energia solare che raggiungerebbe normalmente l'occhio nudo, distruggendo le cellule retinee quasi istantaneamente: infatti, sebbene l'energia luminosa che raggiunge ogni unità d'area della retina sia la stessa sia col binocolo sia ad occhio nudo, nel primo caso il calore non può essere disperso sufficientemente in fretta perché l'area dell'immagine risulta ingrandita. Osservare il Sole a mezzogiorno attraverso binocoli non filtrati può pertanto causare cecità permanente.

Un modo per osservare la stella in sicurezza è proiettare la sua immagine su uno schermo usando un telescopio e un oculare senza elementi cementati; il tutto è possibile con un piccolo telescopio rifrattore (o con un binocolo) con un oculare senza filtri. Non è consigliabile usare altri tipi di telescopi per questa procedura, in quanto potrebbero risultarne danneggiati.
I filtri attenuanti per osservare il Sole dovrebbero essere progettati per questo specifico uso: i filtri improvvisati possono non filtrare adeguatamente i raggi UV. Inoltre i filtri per telescopi o binocoli dovrebbero essere montati sugli obiettivi o sull'apertura dello strumento, mai sull'oculare, perché i filtri da oculare si possono rompere facilmente e senza preavviso a causa dell'elevato calore che passa attraverso l'oculare stesso e che viene assorbito dal filtro. Delle lenti da saldatore con opacità non inferiore a UNI EN169 W13 sono dei filtri solari accettabili per l'osservazione fugace del sole, non in modo continuo, il W14 è adatto, mentre i rullini fotografici, anche se non impressionati ("in nero", vergini) sarebbero da evitare, in quanto lasciano passare troppi infrarossi.

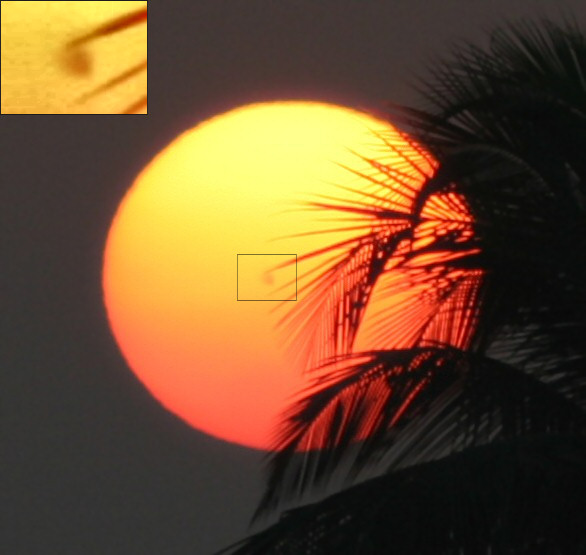
Il Sole osservato al tramonto; nel riquadro, una macchia solare.

Le eclissi parziali sono pericolose da osservare ad occhio nudo, poiché le pupille, che non sono abituate agli alti contrasti tra la luminosità della stella e l'ombra proiettata dalla Luna, si dilatano in base alla quantità totale di luce presente nel campo visivo e non rispetto all'oggetto più luminoso nel campo. Durante le eclissi parziali, infatti, gran parte dei raggi emessi dalla stella sono oscurati dalla Luna, che viene a interporsi tra la Terra e il Sole, ma la parte della fotosfera non oscurata ha la stessa luminosità superficiale che possiede normalmente la stella. Nell'area di oscurità, la pupilla si dilata da 2 mm fino a circa 6 mm, esponendo così ogni cellula retinea ad una quantità di luce circa dieci volte superiore rispetto alle osservazioni in condizioni normali; le cellule retinee sono così gravemente danneggiate o uccise, mentre nella retina permangono delle piccole aree di cellule morte. Questo tipo di azzardo è insidioso per gli osservatori inesperti o per i bambini, perché non si ha una percezione immediata del danno causato alla vista dall'osservazione, né questo provoca dolore.
Durante l'alba e il tramonto, la luminosità della stella appare attenuata a causa della diffusione (in inglese scattering) della luce solare da parte dell'atmosfera, soprattutto la diffusione di Rayleigh e di Mie: infatti, i raggi solari vengono riflessi mentre attraversano strati estremamente densi dell'atmosfera terrestre, al punto che il disco solare può essere visto senza problemi anche a occhio nudo o con delle lenti, facendo attenzione che il Sole sia sufficientemente basso, in modo che non ci sia il rischio di improvvisi brillamenti in caso di apertura di eventuali nuvole basse sull'orizzonte. Condizioni di cielo velato, umidità e presenza di polveri atmosferiche contribuiscono ad attenuare ulteriormente i raggi solari.